# Inocybe leucoblema
Inocybe leucoblema är en svampart som tillhör divisionen basidiesvampar, och som beskrevs av Robert Kühner. Inocybe leucoblema ingår i släktet Inocybe, och familjen Crepidotaceae. Arten är reproducerande i Sverige.